# Helbladig klematis
Helbladig klematis (Clematis integrifolia) är en art i familjen ranunkelväxter från centrala, östra och sydöstra Europa och Turkiet.

## Hybrider
Hybriden mellan vippklematis och helbladig klematis (C. integrifolia) har fått namnet berlinerklematis (C. ×aromatica).
Parmaklematis (C. ×diversifolia)  är hybriden mellan helbladig klematis och italiensk klematis (C. viticella).
Vioklematis är hybriden mellan (C. lanuginosa) och helbladig klematis.
Clematis ×divaricata är hybriden med urnklematis (C. viorna).

## Synonymer
För vetenskapliga synonymer, se Wikispecies.